# 싱글 콜렉션+ 니코파치
《싱글 콜렉션+ 니코파치》(シングルコレクション+ ニコパチ)는 사카모토 마아야의 두 번째 베스트 앨범이다.

## 해설
- 이전에 발매된 《싱글 콜렉션+ 하치포치》 이후에 발매된 싱글곡들을 중심으로 구성.
- 초회한정판에만〈달리기〉,〈마메시바〉의 PV등을 수록한 DVD 첨부.

## 수록곡
1. 새벽의 옥타브(夜明けのオクターブ)
드림캐스트용 게임 '네플 테일'(Napple Tale) 테마송
2. 헤미스피어(ヘミソフィア, Hemisphere)
TV 애니메이션 '라제폰' 여는 노래
3. 다니엘(ダニエル)
NHK 심야의 연속드라마 '한밤중의 다른 얼굴' 삽입곡
4. 바이크(バイク)
TV 애니메이션 '지구소녀 아르주나' 삽입곡
5. 꼬리의 노래(しっぽのうた)
드림캐스트용 게임 '네플 테일' 여는 노래
6. 반지-23캐럿-(指輪-23カラット-)
극장용 애니메이션 '극장판 에스카플로네' 주제가
7. 음악(音楽)
8. 초록의 날개(みどりのはね)
드림캐스트용 게임 '네플 테일' 삽입곡
9. 시마시마(シマシマ)
10. 키미도리(キミドリ 기미도리[*])
플레이스테이션 2용 게임 '백중탐험부' 주제가
11. tune the rainbow
극장용 애니메이션 '라제폰 다원변주곡' 주제가
12. toto
NHK 심야의 연속드라마 '한밤중의 다른 얼굴' 삽입곡
13. here
NHK 심야의 연속드라마 '한밤중의 다른 얼굴' 삽입곡
14. 벡터(ベクトル)
15. THE GARDEN OF EVERYTHING ～전기 로켓에 너를 데려가～(featuring steve conte)
16. gravity
TV 애니메이션 'WOLF'S RAIN' 닫는 노래

## 스탭
- 작사: 이치쿠라 히로시(1,5,8)·이와사토 유호(2,4,6,7,11)·troy(3,16)·사카모토 마아야(9,10,15)·Tim Jensen(12,13,14)·Chris Mosdell(15)
- 작곡: 칸노 요코(전곡)·Borodin(15)
- 편곡·프로듀스: 칸노 요코(전곡)